# Стефанія (пісня)
«Стефанія» — пісня українського фольк-реп гурту «Kalush Orchestra», з якою він представляв Україну на Пісенному конкурсі «Євробачення 2022» та здобув на ньому перемогу, після того, як переможниця Відбору 2022 Аліна Паш була дискваліфікована через порушення правил. Це послідовно третя українськомовна пісня, відібрана для участі від України на Євробаченні, але друга поспіль, виступ з якою відбувся (пісня 2020 року не виконувалась через скасування конкурсу на тлі пандемії коронавірусної хвороби).
Пісня стала переможницею Євробачення 2022 року.

## Про пісню
Пісня є одою матері, у якій автор розповідає про свої приємні спогади про неї. Спочатку композиція розповідає про старіння неньки й те, наскільки ностальгічним є минуле. Після цього в пісні йдеться про труднощі у стосунках з матір'ю та усвідомлення солістом того, як багато вона для нього зробила. «Колискова пісня» у кінці кожного реп-вірша повертає оповідача до того часу, коли про соліста піклувалася мати.
|                                          | Це пісня про мою маму. Я ніколи не присвячував їй пісні, і взагалі не впевнений, що наші стосунки були настільки тісні. Але я знаю, що вона точно заслуговує на цю пісню яку вона ще навіть не чула! Це найкраще, що я колись для неї робив. Було б дуже круто, якби він переміг і в прямому ефірі я заспівав спеціально для неї ще раз. |
| — каже лідер KALUSH Orchestra Олег Псюк. | |

Особливістю цієї роботи стало поєднання в одній композиції репу, українських фольклорних мотивів та етніки.

## Відео
Уперше представлення кліпу на композицію відбулося 7 лютого 2022 року. Відеокліп вийшов на офіційному YouTube каналі гурту.
Відеокліп на пісню зняли в незвичному місці, яке раніше ніхто не використав для зйомок. Локацією стало приміщення Залізничного ринку, розташованого на вулиці Кудряшова в Солом'янському районі міста Києва. Зняв кліп відомий український кінорежисер, володар найпрестижніших американських та європейських премій Сергій Чеботаренко. Найголовнішим його завданням було «показати та передати настрої людей різних професій у сфері інтертеймінгу».

## Російсько-українська війна
Під час вторгнення Російської Федерації в Україну пісня «Стефанія» стала певним символом боротьби за свободу, адже користувачі соціальних мереж накладали цю пісню на тло відеороликів, присвячених героїчній боротьбі України проти Росії. За словами соліста гурту Олега Псюка, «Стефанія» стала піснею-подякою не лише для його матері, якій він її й присвятив, а всім мамам, які переживають за своїх дітей та оберігають їх від лиха війни.

## Євробачення

### Національний відбір 2022
Пісня «Stefania» була представлена на «Євробачення. Національний відбір 2022», телевізійному музичному конкурсі, який використовувався для визначення представника України на конкурсі пісні «Євробачення 2022». Відбір конкурсних пісень для «Національного відбору» відбувався у три етапи. На першому етапі артисти та автори пісень мали змогу подати заявку на участь у конкурсі через онлайн-показ. Двадцять сім виконавців було внесено в лонг-лист і оприлюднено 17 січня 2022 року. Другим етапом було заплановане прослуховування в призначені дати, і на ньому було представлено двадцять сім виконавців з лонг-списку. Для просування було відібрано вісім виконавців, про що оголошено 24 січня 2022 року. Третім етапом був фінал, який відбувся 12 лютого 2022 року, у ньому вісім виконавців виборювали право представляти Україну в Турині. Переможця обрали комбінацією голосів 50/50 під час відкритого телеголосування та експертного журі з трьох осіб, що складається з українських учасників 2006 та 2016 років, Тіни Кароль та Джамали, а також члена правління «Суспільне» Ярослава Лодигіна.

### Виступ
Згідно з правилами «Євробачення», всі країни, за винятком країни-організатора та «Великої п'ятірки» (Франція, Німеччина, Італія, Іспанія та Велика Британія), мають пройти в один із двох півфіналів, щоби поборотися за місце у фіналі; Десять найкращих країн із кожного півфіналу виходять до фіналу. Європейський мовний союз (EBU) розподілив країни, що змагаються, на шість різних кошиків на основі моделей голосування з попередніх конкурсів, до того-ж країни зі сприятливою історією голосування були поміщені в один кошик. 25 січня 2022 року відбулося жеребкування, у підсумку якого кожна країна потрапила до одного з двох півфіналів, а також було визначено половину шоу, в якому вони виступатимуть. Український гурт виступив у першому півфіналі, який відбувся 10 травня 2022 року у першій половині шоу, та пройшов у фінал.
У фіналі «Євробачення-2022» група Kalush Orchestra здобула перемогу, за загальними підсумками глядацького голосування та оцінок журі європейських країн, здобувши 631 бал.

## Чарти

### Тижневі чарти
| Чарт (2022)                               | Найвища позиція |
| ----------------------------------------- | --------------- |
| Австралія (ARIA)                          | 27              |
| Австрія (Ö3 Austria Top 75)               | 26              |
| Бельгія (Ultratop Flanders)               | 24              |
| Канада (Білборд)                          | 26              |
| Хорватія (Білборд)                        | 6               |
| Чехія (Singles Digitál Top 100)           | 22              |
| Фінляндія (Suomen virallinen lista)       | 2               |
| Німеччина (Media Control AG)              | 22              |
| Global 200 (Білборд)                      | 85              |
| Греція (IFPI)                             | 9               |
| Угорщина (Single Top 40)                  | 5               |
| Ісландія (Plötutíðindi)                   | 7               |
| Ірландія (IRMA)                           | 30              |
| Італія (FIMI)                             | 53              |
| Литва (AGATA)                             | 1               |
| Нідерланди (Dutch Top 40)                 | 38              |
| Нідерланди (Mega Single Top 100)          | 36              |
| Норвегія (VG-lista)                       | 19              |
| Португалія (AFP)                          | 92              |
| Словаччина (Singles Digitál Top 100)      | 27              |
| Швеція (Sverigetopplistan)                | 7               |
| Швейцарія (Media Control AG)              | 11              |
| Велика Британія (Official Charts Company) | 38              |
| Ukraine Airplay (Tophit)                  | 1               |
| США (Білборд)                             | 2               |

### Місячні чарти
| Чарт (2022)      | Найвища позиція |
| ---------------- | --------------- |
| Україна (Tophit) | 1               |

## Вшанування
15 травня 2022 року керівництво Укрзалізниці повідомило, що Поїзд 43 Київ — Івано-Франківськ в розкладі руху цього року, офіційно стане «Стефанія Експресом». Вокзали Києва, Калуша та Франківська будуть вітати цей поїзд піснею «Стефанія». Це буде перший у світі поїзд, названий на знак поваги до мами та пісні на її честь.